# Bitexco Financial Tower

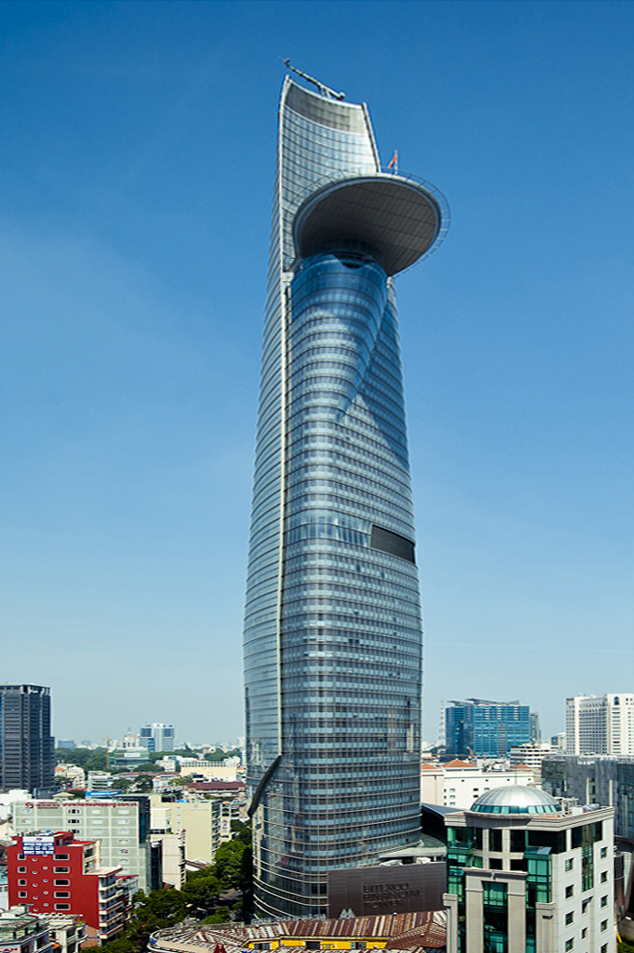
Bitexco Financial Tower under konstruktionstiden

Bitexco Financial Tower är en skyskrapa i Ho Chi Minh-staden (Saigon), Vietnam och är Vietnams tredje högsta byggnad. Byggnationen inleddes 2007 och byggnaden invigdes oktober 2010. Byggnaden är 265,5 meter hög och omfattar 72 våningar, varav 4 är under jord. Total areal är 119.000 kvadratmeter.